# Zëss
Zëss, auch Zëss – Le Jour Du Néant, ist das vierzehnte Studioalbum der französischen Progressive-Rock- und Zeuhl-Gruppe Magma. Es wurde am 14. Juni 2019 auf dem Musiklabel Seventh Records veröffentlicht.

## Musikstil
Üblicherweise beginnen Live-Versionen von Zëss mit einer Synthesizer- und Chorsequenz, in zwei einfache Klavierakkorde und Schlagzeugthemen im 2⁄4-Takt übergehen und sich als Thema durch das gesamte Stück ziehen. Nach etwa fünf Minuten rezitiert Christian Vander in feierlichem Ton einen Text in französischer Sprache, in dem er verschiedene überirdische Meister begrüßt, in das Blasinstrumente einige Akzente einstreuen. Nach etwa 11 Minuten ziehen Tempo und Intensität der Musik kontinuierlich an und Vander setzt zu einem zunehmend extatischer vorgetragenen, improvisationsartigen Gesangssolo in kobaïanischer Sprache an, in das verschiedene Instrumentalsolos und Chorgesänge eingreifen und die sich mit Orchester- und Chorsequenezn abwechseln. Das Stück schließt mit „sanctus-sanctus“-Gesängen und endet mit einem Moment der Stille. Bei Zëss spielt Vander, untypisch für Magma, das Schlagzeug nicht selbst, sondern übernimmt extensive Gesangsparts. Die Studioversion wird von einer melodischen Orchesterbegleitung getragen.

## Entstehungsgeschichte
Die Komposition stammt aus den 1970er Jahren und wurde seither mehrfach in Teilen live aufgeführt und erstmals auf Concert Bobino 1981 in einer dreißigminütigen Liveversion veröffentlicht. 1992 folgte eine 17-minütige, gesangsbetonte Version auf Les Voix de Magma mit acht Sängern, die um einige instrumentale Arrangements gekürzt wurde. Die etwa 30-minütige Liveversion auf Mythes et Légendes Epok IV von 2008 ist ähnlich wie Bobino arrangiert, in der für Magma typischen Instrumentierung mit drei Gesangsstimmen, Schlagzeug, Bass, E-Gitarre und Keyboards. Bis 2018 wurde Zëss jedoch nicht im Studio aufgenommen, da das Stück nicht vollständig ausgearbeitet war. Anlässlich des 50-jährigen Bestehens von Magma Werk wurde das Werk am 26. Juni 2019 live im Grande Salle Pierre Boulez der Philharmonie de Paris aufgeführt. Den Text zu Zëss hatte Christian Vander in den 1970er Jahren in einem Schreibheft niedergeschrieben, bis es voll war, weswegen er den weiteren Text zu Maître des Sons auf einen Briefumschlag notierte, der daraufhin verloren ging. Erst 2019 gelang es ihm den verlorenen Text, ebenfalls wieder auf einen Briefumschlag zu rekonstruieren.
Für das Album wurde die Rhythmussektion im September 2018 und die Gesangsparts vom September bis Dezember 2018 im Studio Sextan La Fonderie aufgenommen. Am 30. November wurde der orchestrale Part bei Smecky Music Studio in Prag und die Gitarrensequenzen im Dezember 2018 bei Greasy Records eingespielt.

## Titelliste
1. Ẁöhm Dëhm Zeuhl Stadium (Hymne au Néant) – 4:57
2. Da Zeuhl Ẁortz Dëhm Ẁrëhntt (Les Forces de l'Univers/Les Eléments) – 6:22
3. Dïwöóhr Spraser (La Voix qui Parle) – 5:12
4. Streüm Ündëts Ẁëhëm (Pont de l'En-Delá) – 6:04
5. Zëss Mahntëhr Kantöhm (Le Maître Chant) – 8:08
6. Zï Ïss Ẁöss Stëhëm (Vers l'Infiniment) – 3:15
7. Dümgëhl Blaö (Glas Ultime) – 3:58

## Rezeption

### Rezensionen
Von Kritikern erhielt das Album gemischte Bewertungen. Auf dem englischsprachigen Progressive-Rock-Portal Prog Archives errang es 3,74 von fünf Punkten bei 160 abgegebenen Stimmen. Rezensent Evan Nanou alias Benutzer THEBIG_E bedauert, dass „Schlagzeuger Christian Vander auf diesem Album hauptsächlich als Sänger auftritt und das Schlagzeug dem schweden Morgan Ågren überließ, einem zwar technisch versierten Drummer, dessen Aufgabe bei dem Album leider kaum mehr als die eines Metronoms sei“. Und der Rezensent unter dem Alias siLLy puPPy findet, dass „MAGMA … ein weiteres herausragendes Stück musikalischen Mojo auf ihren Feldern der Fruchtbarkeit geliefert [haben] und für alle wahren Fans … wird ZËSS kein bisschen enttäuschen.“ Beide vergaben 4/5 Punkten.  Jörg Schumann vom deutschsprachigen Progressive-Rock-Portal Babyblaue Seiten meint: „Zusammen mit dem klassischen Orchester ist Zess hier erhabener, getragener, feierlicher. Es hat weniger Drive und Punch als die oben erwähnten Versionen [der Titel auf früheren Veröffentlichungen]. Aber es ist eine passende, würdige Studiofassung des Themas. Vander hat alles nochmals ein wenig erweitert, hat im einleitenden Monolog weitere Textpassagen eingefügt und das Ganze mächtig und knackig produziert.“ Piotre Walter findet: „Das reizvollste an Magma-Musik, so auch bei Zëss, ist m.E. der Einsatz der Frauengesänge (Chöre) der dem minimalistischen Konzept Spannung und Leben verleiht“. Die Rezensenten vergeben hier neun, zehn, elf und zwölf von 15 Punkten.

### Charterfolge
Am 29. Juni 2019 erreichte Zëss Platz 194 der französischen Albumcharts snep.